# سلیم کلاه‌قرمز
سلیم کلاه‌قرمز (نام علمی: Charadrius ruficapillus) نام یک گونه از سرده سلیم‌های طوق‌دار است.

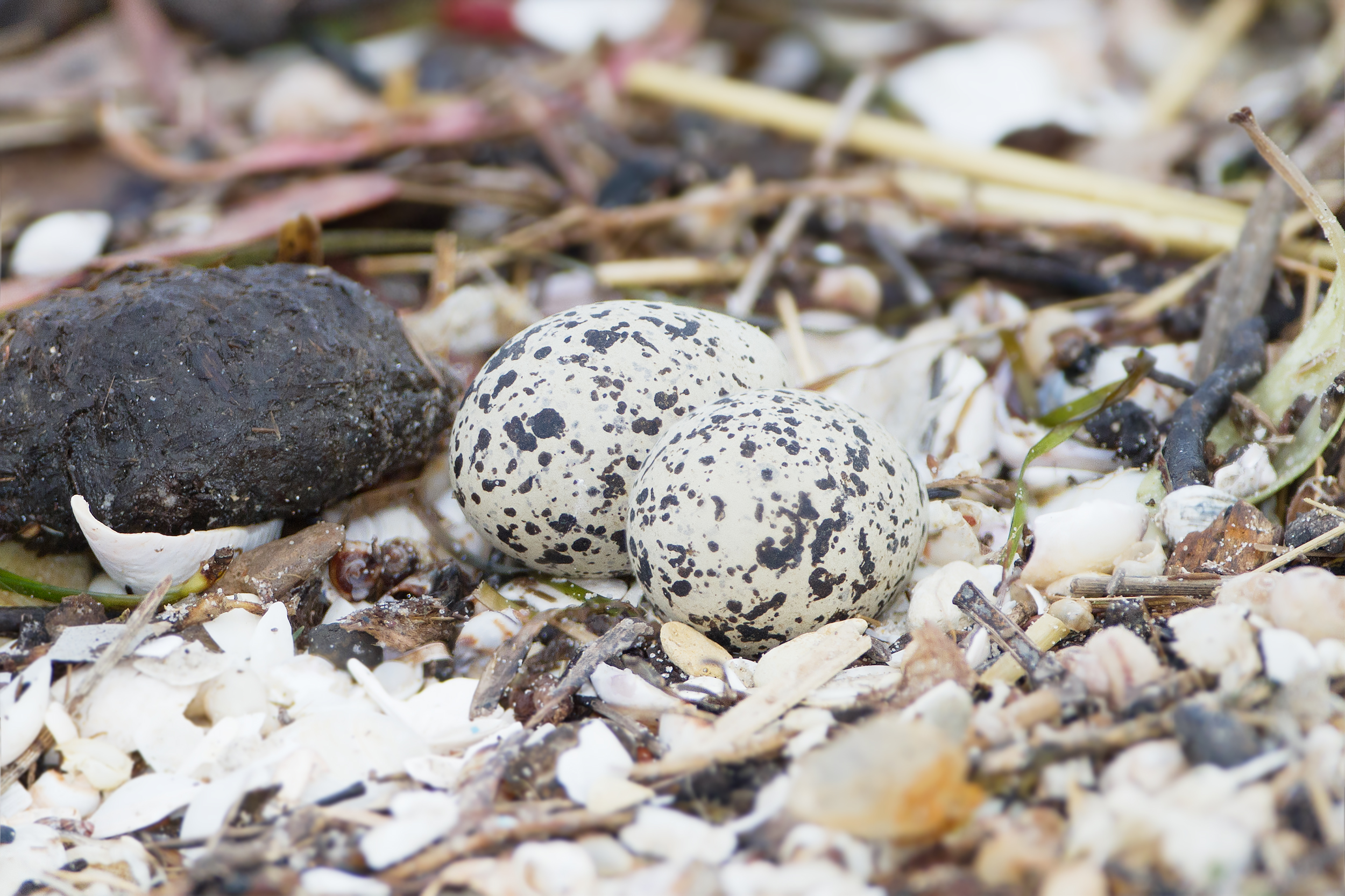
لانه پرنده به همراه تخم‌هایش

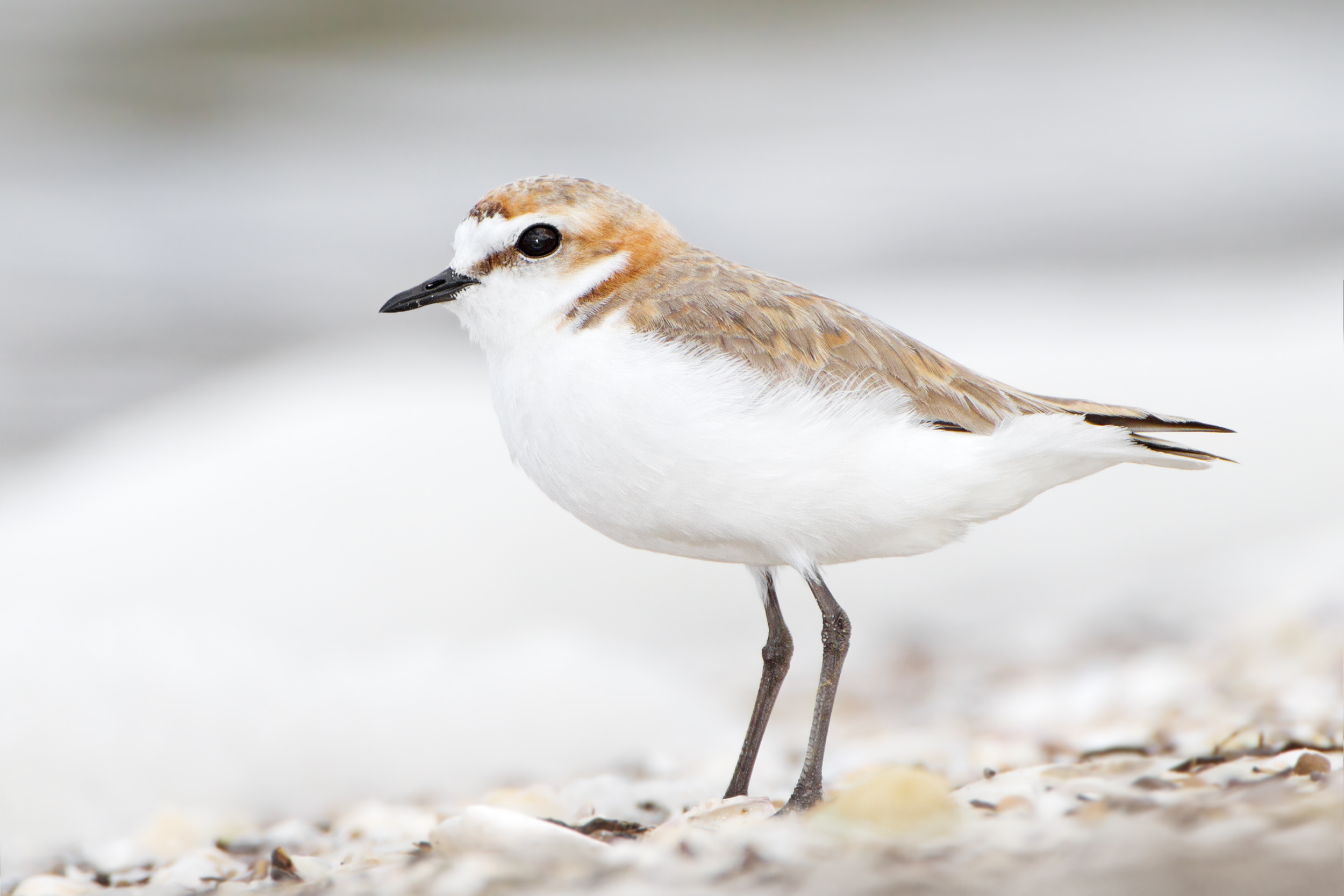
پرندهٔ ماده

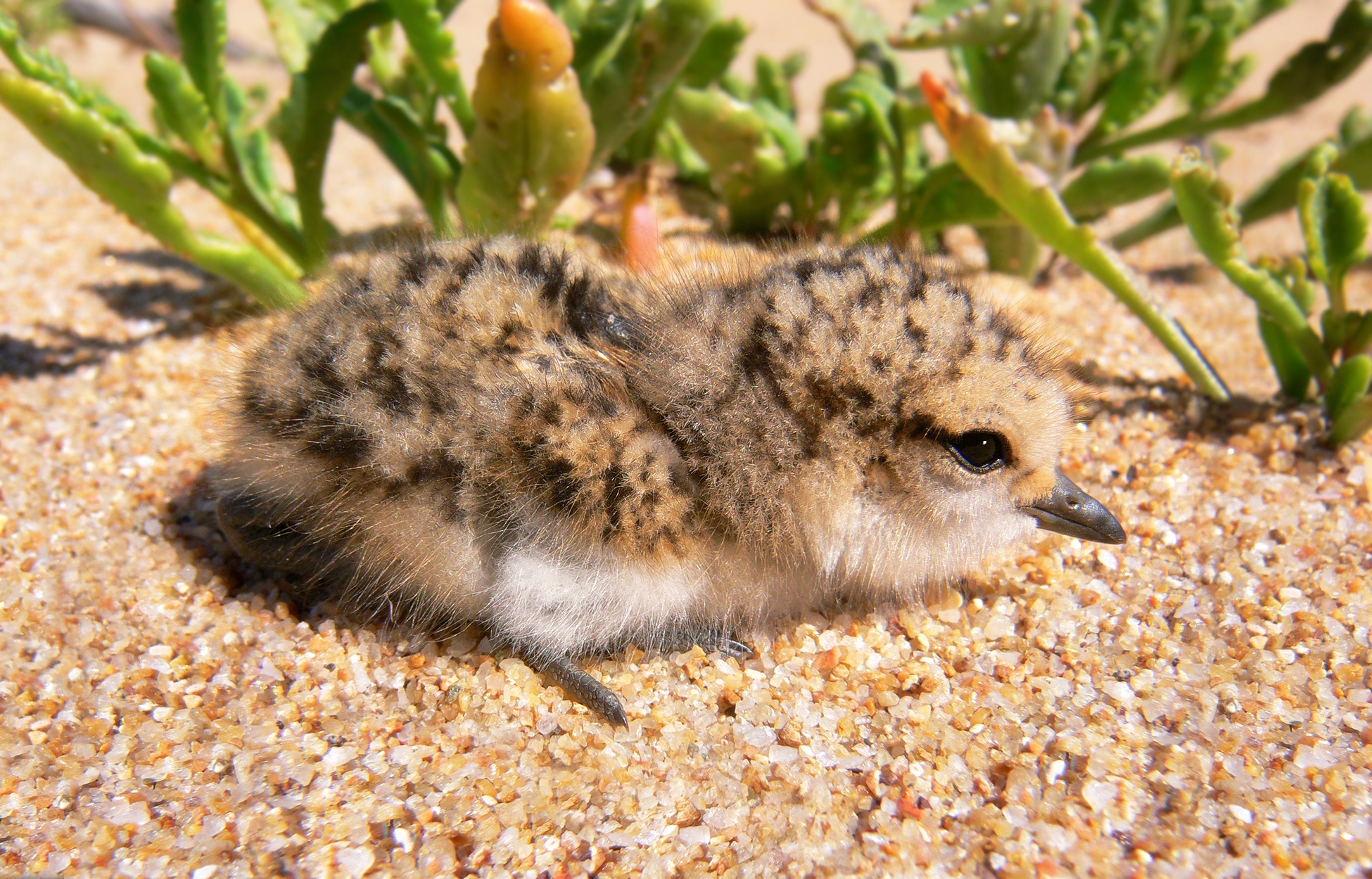
جوجه ای که در حال استتار است تا توسط شکارچیانی چون مرغان دریایی و کلاغ‌ها شناسایی نشود